# NGC 4765
NGC 4765 este o galaxie lenticulară situată în constelația Fecioara. A fost descoperită în 17 aprilie 1786 de către William Herschel. Se află la o distanță de 7,41 megaparseci de Pământ.